# Charles Henry Hawtrey
Sir Charles Henry Hawtrey (Eton, 21 settembre 1858 – Londra, 30 luglio 1923) è stato un attore, regista e manager inglese.

## Biografia
Figlio del reverendo, insegnante ed educatore John William Hawtrey, condivise con due suoi fratelli la passione per le professioni artistiche e recitative. Suo fratello John, giocò a calcio nel ruolo di portiere, venendo convocato per due volte dalla Nazionale inglese.
Il suo percorso di studi e di formazione consistette nella frequentazione delle scuole a Eton e dell'Università di Oxford, e contemporaneamente si appassionò al teatro sia nella veste di attore sia in quella di regista, ma anche di corse ippiche, passatempo che lo mise spesso in difficoltà economiche.

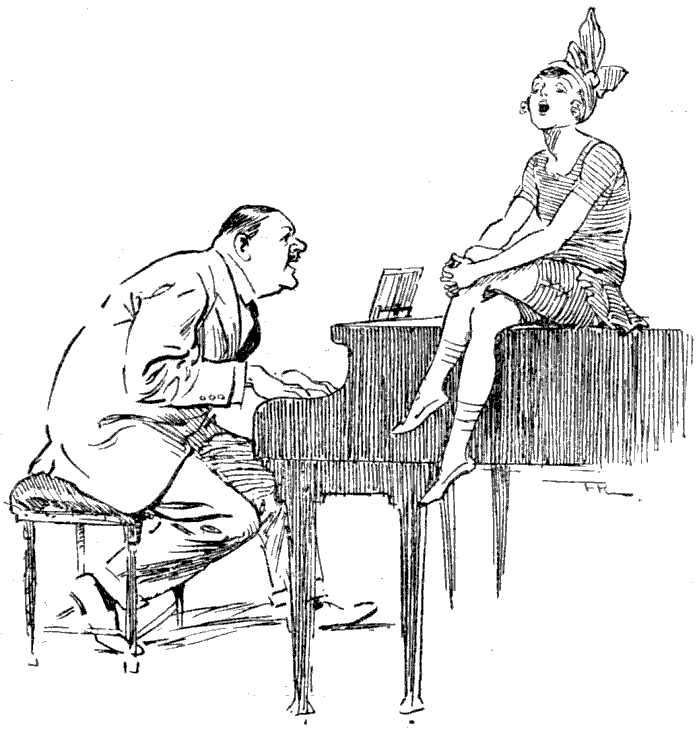
Rivista Punch che mostra Hawtrey con Joan Barry (25 agosto 1920)

Il successo non tardò ad arrivare e fu colto nel 1884 con Il segretario particolare, rielaborazione dell'opera Der Bibliothekar dello scrittore e poeta tedesco Gustav von Moser.
Nel prosieguo della carriera, Hawtrey mantenne un costante consenso di critica e di pubblico, che suggellò le sue qualità ed il suo talento di attore specializzato in ruoli in commedie popolari.
Durante la sua carriera portò sul palcoscenico opere di svariati autori, tra le quali spiccano quelle di Oscar Wilde e Somerset Maugham, mettendo in scena oltre un centinaio di lavori.
Collaborò come produttore e manager con diciotto teatri londinesi, tra i quali il prestigioso Globe Theatre.
Negli anni dieci del Novecento esordì nel mondo cinematografico, facendo qualche apparizione nei film muti, come Un messaggio da Marte (A Message from Mars, 1913).
Ricevette l'onorificenza di cavaliere dal re Giorgio V il primo gennaio 1922 divenendo così Sir Charles Hawtrey.

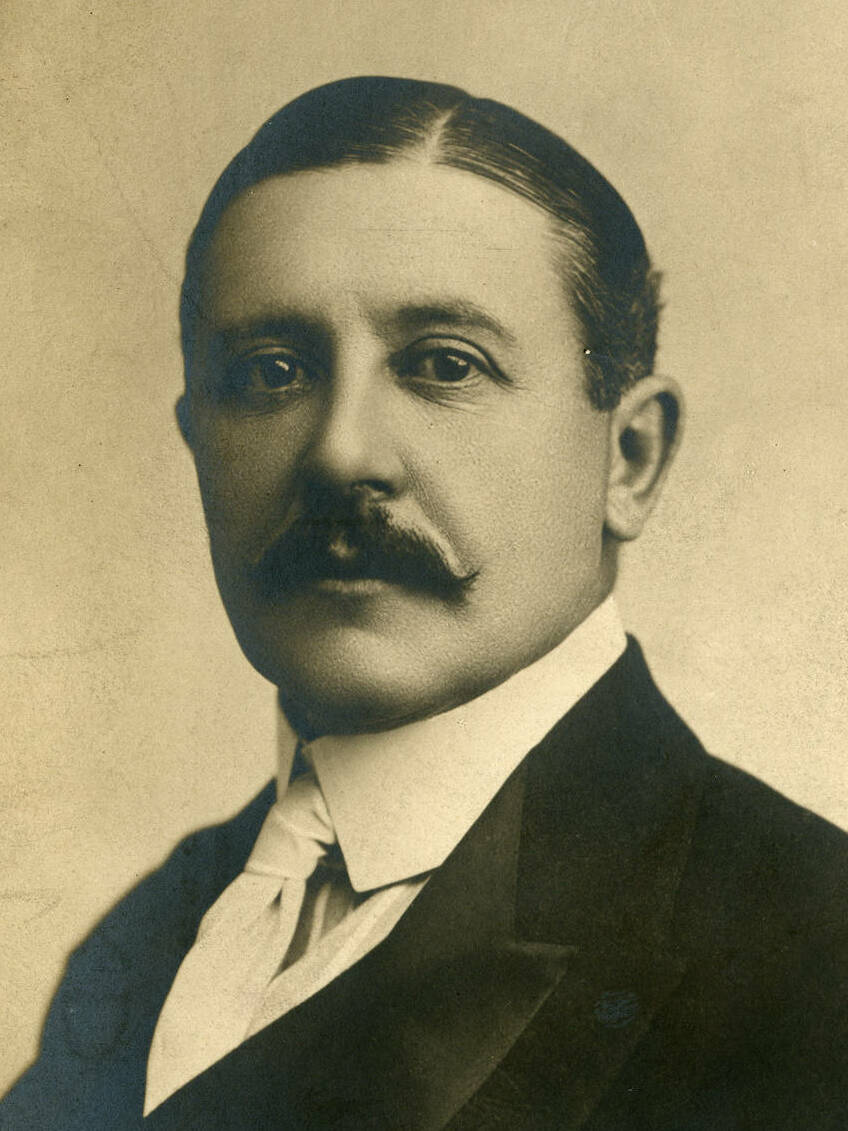
Charles Hawtrey, 1907

Come scrittore si distinse per una autobiografia importante, intitolata Truth at Least ("La verità finalmente", 1924).

## Lavori teatrali
- The Private Secretary.
- Money.
- Where the Rainbow Ends.
- Message from Mars.
- An Ideal Husband.
- Home and Beauty.
- Lod and Lady Algy.
- The Man from Blankney's.
- Dear Old Charlie.
- General John Regan.
- Ambrose Applejohn's Adventure.
- His Lady Friends.

### Films
- Message from Mars, (1913).
- Honeymoon for Three, (1915).
- Masks and Faces, (1918).